# Eclipophleps
Eclipophleps is een geslacht van rechtvleugeligen uit de familie veldsprinkhanen (Acrididae). De wetenschappelijke naam van dit geslacht is voor het eerst geldig gepubliceerd in 1927 door Tarbinsky.

## Soorten
Het geslacht Eclipophleps omvat de volgende soorten:
- Eclipophleps beybienkoi Malkovskiy, 1972
- Eclipophleps bogdanovi Tarbinsky, 1927
- Eclipophleps carinata Mishchenko, 1968
- Eclipophleps confinis Mishchenko, 1951
- Eclipophleps glacialis Bey-Bienko, 1933
- Eclipophleps kazacha Malkovskiy, 1959
- Eclipophleps kerzhneri Mishchenko, 1968
- Eclipophleps kozlovi Mishchenko, 1973
- Eclipophleps lucida Mishchenko, 1973
- Eclipophleps similis Mishchenko, 1951
- Eclipophleps tarbinskii Orishchenko, 1960
- Eclipophleps xinjiangensis Liu, 1981
- Eclipophleps xizangensis Liu, 1980